# Gryllotalpa australis
Gryllotalpa australis är en insektsart som beskrevs av Wilhelm Ferdinand Erichson 1842. Gryllotalpa australis ingår i släktet Gryllotalpa och familjen mullvadssyrsor. Inga underarter finns listade i Catalogue of Life.